# Doornhoek (Meierijstad)
Doornhoek is een bedrijventerrein en voormalige buurtschap  in de Noord-Brabantse gemeente Meierijstad. Het bedrijventerrein is in ontwikkeling. De veldnaam Doornhoek is een samenstelling van doorn 'doornstruiken' en hoek 'hoek, uithoek, afgelegen landhoek'

## Ligging
Doornhoek ligt ingeklemd tussen de Zuid-Willemsvaart, de voormalige N265 en het landelijke gebied rond Zijtaart. De ligging ten opzichte van het bedrijventerrein De Dubbelen en de op- en afritten van de rijksweg A50 hebben geleid tot het ontwikkelen van een nieuw industrieterrein.

## Geschiedenis
Doornhoek is een relatief jonge ontginning, waarvan de meeste percelen uit de 16e en 17e eeuw stammen. Enkele oudere ontginningen ontstonden rond het Bergsven en het later door de Zuid-Willemsvaart doorgraven gebied De Donk. In 1406 wordt hier de Bigghe's Hoef genoemd, een van de oudste wooncomplexen in het gebied. Een bekend pand was het tot 1956 op de Doornhoek gelegen Meierijse huisje Schop en Riek dat gesloopt werd ten behoeve van de nieuwe brug over de Zuid-Willemsvaart.
Hoewel Doornhoek van oudsher tamelijk dicht bij de kern Veghel en de buurtschap Leest gelegen was, werd het door de aanleg van de Zuid-Willemsvaart afgesneden van het oude centrum van de gemeente.
Uit de van Veghel geïsoleerde buurtschappen ten westen van de Zuid-Willemsvaart, waaronder Doornhoek, ontstond in 1872 het kerkdorp Zijtaart.

## Ontwikkeling
Doornhoek bleef tot in 2001 een agrarisch gebied, tot het door de gemeente Veghel als nieuwe industrieontwikkeling werd aangemerkt. Ondanks massale protesten vanuit Zijtaart en Veghel ging de aanleg van het terrein door en volgde een rigoureuze sloop van het hele gebied. Opnieuw verdween in Veghel oud en kleinschalig Meierijs landschap. De gigantische kaalslag door het verdwijnen van een markant element als populierenlanen en het oprichten van gigantische bedrijfshallen heeft het gebied een totale metarmorfose gegeven. Door de bebouwing op Doornhoek ligt Zijtaart tegenwoordig nagenoeg tegen Veghel aan.
Woonplaatsen: Erp · Schijndel · Sint-Oedenrode · Veghel

Dorpen: Boerdonk · Boskant · Eerde · Keldonk · Mariaheide · Nijnsel · Olland · Wijbosch · Zijtaart

Bedrijventerreinen: De Amert · De Dubbelen · Doornhoek · Oude Haven      Havengebied: Veghel-Haven

Buurtschappen: Achterste Hermalen · Beukelaar · Bolst · Borne · Bus · De Bus (Schijndel) · De Bus (Sint-Oedenrode) ·  De Haag · Dijk · Dorshout · Driehuizen · Eerschot · Elde · Everse · Ham · Havelt · Hazelberg · Hermalen · Het Schoor · Heuvel · Heuvelberg · Hoek · Hoeves · Hoogebiezen · Houterd · Hurkske · Jekschot · Kapeleind · De Kempkens · Kilsdonk · Koevering · Kraanmeer · Kremselen · Lagebiezen · De Laren · Lieseind · Looieind · Meijldoorn · Middegaal · Morsche Hoef · Mosbulten · Oetelaar · Rijkerbeek · Vernhout · Zondveld · Zwijnsbergen

Noord-Brabant: Steden en dorpen      Nederland: Provincies · Gemeenten